# NSWRL 1916
Die NSWRL 1916 war die neunte Saison der New South Wales Rugby League Premiership, der ersten australischen Rugby-League-Meisterschaft.
1916 waren zwei Mannschaften, die Balmain Tigers und die South Sydney Rabbitohs, punktgleich, weshalb erstmals seit 1911 ein Grand Final stattfand. Im Grand Final gewannen die Tigers 5:3 gegen die Rabbitohs und gewannen damit zum zweiten Mal die NSWRL.

## Tabelle
|     | Team                    | Spiele | Siege | Unent. | Ndlg. | Spiel- punkte | Diff. | Tabellen- punkte |
| --- | ----------------------- | ------ | ----- | ------ | ----- | ------------- | ----- | ---------------- |
| 01. | Balmain Tigers          | 14     | 11    | 0      | 3     | 181:100       | + 81  | 22               |
| 02. | South Sydney Rabbitohs  | 14     | 11    | 0      | 3     | 170:117       | + 53  | 22               |
| 03. | Glebe                   | 14     | 10    | 1      | 3     | 217:106       | + 111 | 21               |
| 04. | Eastern Suburbs         | 14     | 7     | 2      | 5     | 170:89        | + 81  | 16               |
| 05. | North Sydney Bears      | 14     | 5     | 0      | 9     | 108:189       | - 81  | 10               |
| 06. | Newtown Jets            | 14     | 4     | 1      | 9     | 134:153       | - 19  | 9                |
| 07. | Annandale               | 14     | 4     | 0      | 10    | 94:163        | - 69  | 8                |
| 08. | Western Suburbs Magpies | 14     | 2     | 0      | 12    | 92:249        | - 157 | 4                |

## Grand Final
| 26. Juli 15:00 | Balmain Tigers                              | 5 : 3         | South Sydney Rabbitohs | Sydney Cricket Ground, Sydney Zuschauer: 7.000 Schiedsrichter: Arthur Farrow |
| 26. Juli 15:00 | Versuche: Halloway Erhöhungen: Fraser (1/1) | (5:0) Bericht | Versuche: Vaughan      | Sydney Cricket Ground, Sydney Zuschauer: 7.000 Schiedsrichter: Arthur Farrow |

| 1  | Lyall Wall      |
| 2  | Jim Craig       |
| 3  | Jack Robinson   |
| 4  | Charles Fraser  |
| 5  | George Potter   |
| 6  | Albert Johnston |
| 7  | Arthur Halloway |
| 8  | Bob Craig       |
| 9  | D. Stewart      |
| 10 | Bill Schultz    |
| 11 | Alf Fraser      |
| 12 | D. Cranston     |
| 13 | Edward Burnicle |

| 1  | Wally Dymant   |
| 2  | Gordon Vaughan |
| 3  | C. Phelps      |
| 4  | Rex Norman     |
| 5  | Hash Thompson  |
| 6  | Ray Norman     |
| 7  | George McGowan |
| 8  | William Cann   |
| 9  | Arthur Oxford  |
| 10 | John Kerwick   |
| 11 | George Moore   |
| 12 | Owen McCarthy  |
| 13 | Bill Groves    |